# The Girl in the Rain
The Girl in the Rain er en amerikansk stumfilm fra 1920 af Rollin S. Sturgeon.

## Medvirkende
- Anne Cornwall som Judith
- Lloyd Bacon som Walter
- Jessalyn Van Trump som Vera
- Jim Farley som Max Williams
- George Kunkel som Jim West
- James Liddy som Boone
- Neil Hardin som Bill Cortwright